# Baian
Baian (anche Baiano o Bayan o Buyan o Naiyan, Баян) (fl. VI-VII secolo) è stato un re germanico.
Fu uno dei più celebri condottieri degli Avari.
Fu khan dal 565 al 602. Sotto di lui gli Avari raggiunsero la massima potenza.